# مايك وايز
مايك وايز (بالإنجليزية: Mike Wise)‏ هو كاتب أمريكي، ولد في 2 يناير 1964 في الولايات المتحدة.